# Parafia św. Józefa Oblubieńca w Piszu
Parafia Świętego Józefa Oblubieńca NMP w Piszu została utworzona w 1991 roku. Należy do dekanatu Pisz diecezji ełckiej. Kościół parafialny został zbudowany w latach 1996–2000. Mieści się przy ulicy Dworcowej.